# Greg Cipes
Gregory Michael „Greg” Cipes (ur. 4 stycznia 1980 w Coral Springs) – amerykański aktor filmowy i telewizyjny, komik, a także muzyk i zawodowy surfer. W Polsce najbardziej znany z roli Dwighta w filmie Szybko i wściekle.

## Życiorys
Urodził się w Coral Springs na Florydzie jako syn Robin Mrasek i Geoffa Cipesa. W wieku 18 lat stał się młodym, profesjonalnym surferem plasując się na 3. miejscu w rankingu juniorów.

## Wybrana filmografia

### Filmy fabularne
- 2004: 50 pierwszych randek jako malarz
- 2006: John Tucker musi odejść jako chłopak na przyjęciu
- 2006: Młodzi Tytani: Problem w Tokio jako Beast Boy (głos)
- 2006: Dżungla jako Ryan (głos)
- 2008: Wiadomości bez cenzury jako Hippie Diplomant
- 2009: Szybko i wściekle jako Dwight Mueller
- 2014: Lego: Przygoda jako Michelangelo (głos)

### Seriale TV
- 2006: Dowody zbrodni jako Greg Wells
- 2009: Kim jest Samantha? jako uliczny muzyk
- 2011: CSI: Kryminalne zagadki Miami jako Phil Pinkerton
- 2011: Szpital miejski jako J.T.
- 2012: Agenci NCIS: Los Angeles jako drinkujący chłopak
- 2013: Jeden gniewny Charlie jako Canvas
- 2014: Robot Chicken jako Michelangelo (głos)
- 2018: Avengers: Zjednoczeni jako Iron Fist (głos)